# Matureivavao
Matureivavao, of Mature-vavao is een atol in de Actéon groep in het het zuidoostelijke deel van de Tuamotuarchipel, in Frans-Polynesië. Het eiland is onbewoond.

## Geografie

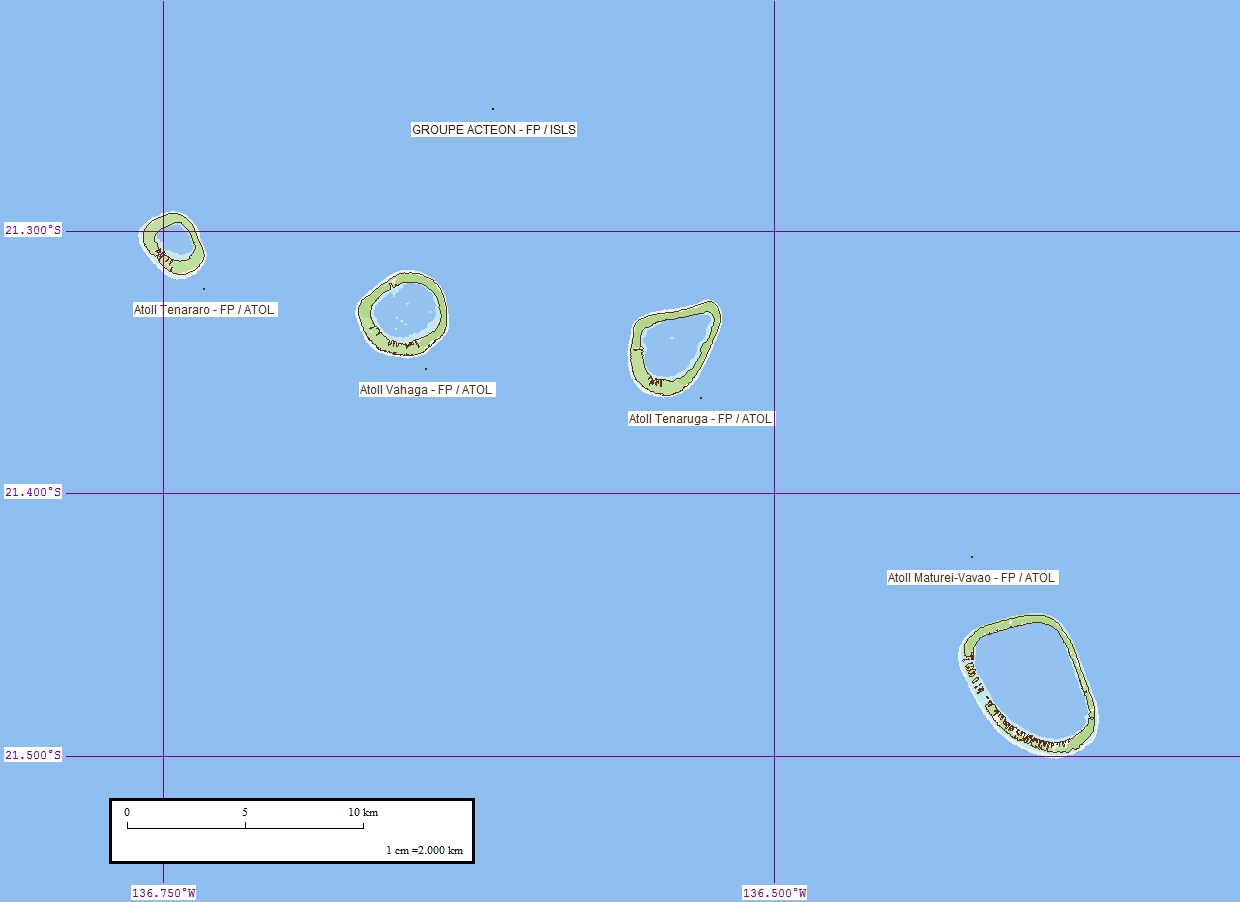
Matureivavao is het meest zuidoostelijke eiland van de Actéon groep

Matureivavao is het grootste atol van de Actéon groep. Het atol is zo'n 6,4 km lang en 4,6 km breed. De lagune binnen het atol is niet bereikbaar per schip. De oppervlakte boven water bedraagt 2,5 km², de lagune heeft een oppervlakte van 18 km². Matureivavao bevindt zich 16 km ten zuidoosten van Tenarunga en ten westen van Marutea.
Administratief gezien behoort het atol tot de Îles Gambier.

## Geschiedenis
De eerste Europeaan die het eiland ontdekte, en wel op 5 februari 1605, was Pedro Fernández de Quirós. Hij beschreef de Actéon groep als "Vier eilanden gekroond met kokospalmen", en noemde de eilanden "Las Cuatro Coronadas". In 1833 werd de eerste niet dubbelzinnige melding gedaan door Kapitein Thomas Ebrill van een Tahitiaans vrachtschip, en hij noemde de groep Amphitrite, naar zijn eigen schip. Op sommige kaarten wordt het atol ook wel "Melbourne" genoemd.
Matureivavao · Tenararo · Tenarunga · Vahanga